# Cementerio de Langata
El Cementerio de Langata es un cementerio público en Nairobi, Kenia.

## Características
El Cementerio de Langata fue inaugurado en 1958 y es el más importante de la ciudad. En Nairobi hay nueve cementerios públicos, pero el de Langata es el preferido por la población dada su ubicación accesible, al lado de Langata Road.
El cementerio está asentado en un terreno de 120 acres y desde 2008 se lo considera lleno, aunque no ha dejado de recibir cuerpos. Igualmente, su traslado se planifica desde inicios del siglo XXI pero este plan aún no ha tenido éxito.
Según datos de 2025, el cementerio recibe por lo menos 30 cuerpos cada semana y es posible enterrar más de un cuerpo en cada espacio. En el cementerio habría un total de 157.000 cuerpos enterrados.

## Intentos de relocalización

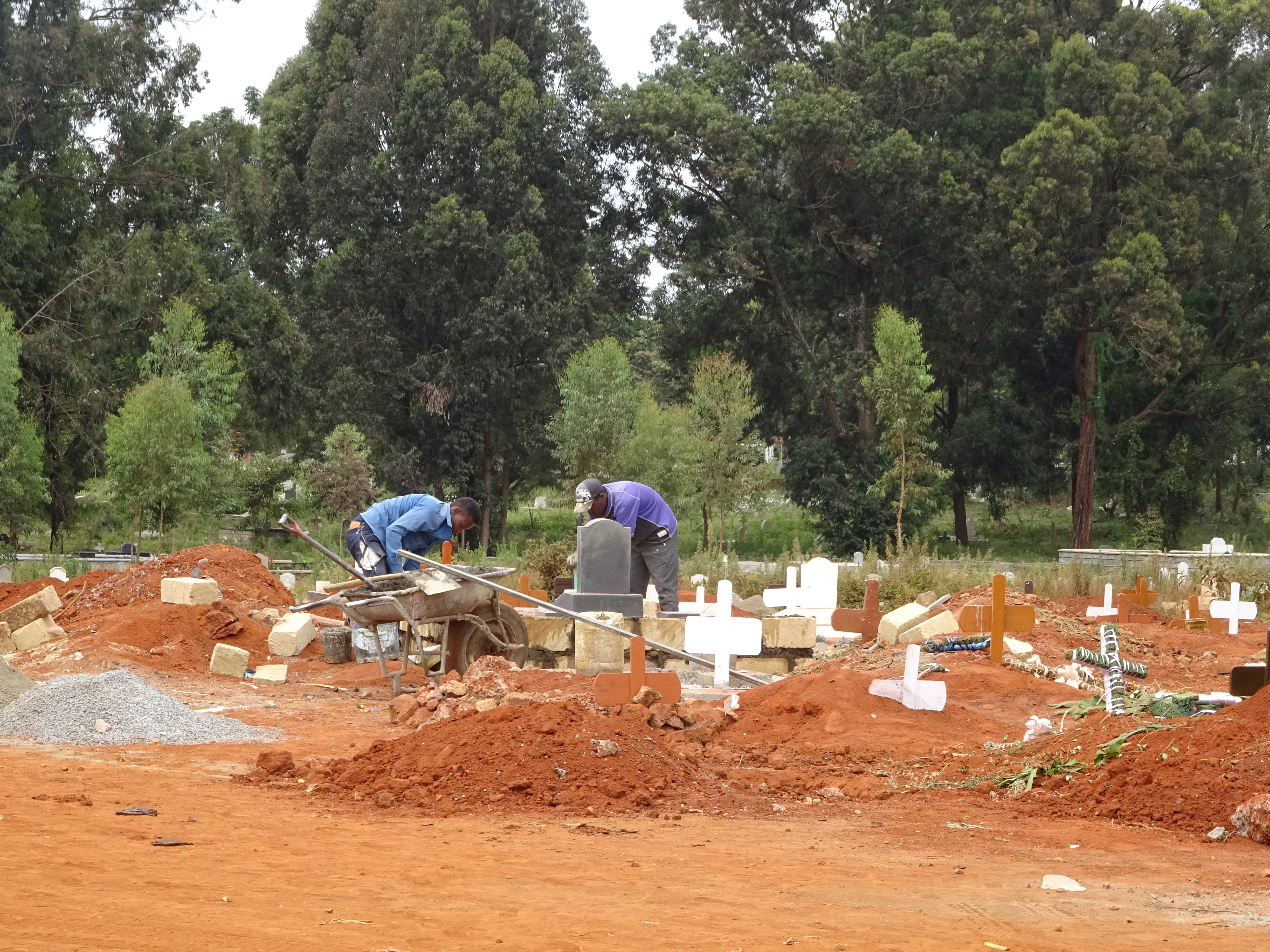
Dos obreros cavando más tumbas en el cementerio

En 2009 el Ayuntamiento de Nairobi perdió millones de chelines kenianos al adquirir 48.5 acres de tierra en el Condado de Machakos. La compra se hizo por 283 chelines kenianos cuando la tierra estaba valuada en tan solo 24 millonres. Además, la tierra resultó no ser apta para un cementerio. Varios altos funcionarios fueron encarcelados por el escándalo.
En 2016 se propuso comprar un terrero en Kajiado, pero el precio era muy alto. En 2017 había un plan para ampliar con 67 acres del bosque adyacente al cementerio pero esta propuesta fue bloqueda por el Kenya Forest Service (KFS). En 2023 el ayuntamiento lanzó una iniciativa para transformar el cementerio en un monumento, pero esta propuesta tampoco logró concretarse.

## Costos de entierros
En 2024 una tumba permanente costaba 30.500 chelines kenianos para un adulto, 22.5000 para niños entre 1 y 15 años y 15.500 para bebés menores de un año. Los precios para tumbas permanentes para extranjeros eran 50.000, 35.000 y 27.500 respectivamente y para tumbas temporales 7.000, 4.000 y 2.000 respectivamente. En el caso de los entierros temporales, las tumbas se renuevan cada cinco años, aplanando la tierra.  

## Actividad criminal en el cementerio
En 2024 el cuerpo desmembrado de una mujer fue encontrado en el Cementerio de Langata y el caso, que fue muy mediático, fue vinculado al asesino de mujeres Hashim Dagane Muhumed. Pocos meses después, otro cadáver de mujer fue encontrado en el cementerio.

## Personajes ilustres
Entre algunos personajes ilustres que fueron enterrados en el Cementerio de Langata están:
- Leonard Mambo Mbotela (periodista)
- Jahmby Koikai (activista por la salud de las mujeres)
- Mzee Ojwang (comediante)
- Janet Wanja (jugadora de voleibol)[11]